# Herpont
Herpont is een gemeente in het Franse departement Marne (regio Grand Est) en telt 118 inwoners (2009). De plaats maakt deel uit van het arrondissement Châlons-en-Champagne.

## Geografie
De oppervlakte van Herpont bedraagt 23,0 km², de bevolkingsdichtheid is dus 5,1 inwoners per km².
De onderstaande kaart toont de ligging van Herpont met de belangrijkste infrastructuur en aangrenzende gemeenten.

## Demografie
Onderstaande figuur toont het verloop van het inwonertal (bron: INSEE-tellingen).